# Hanaholmen, Esbo

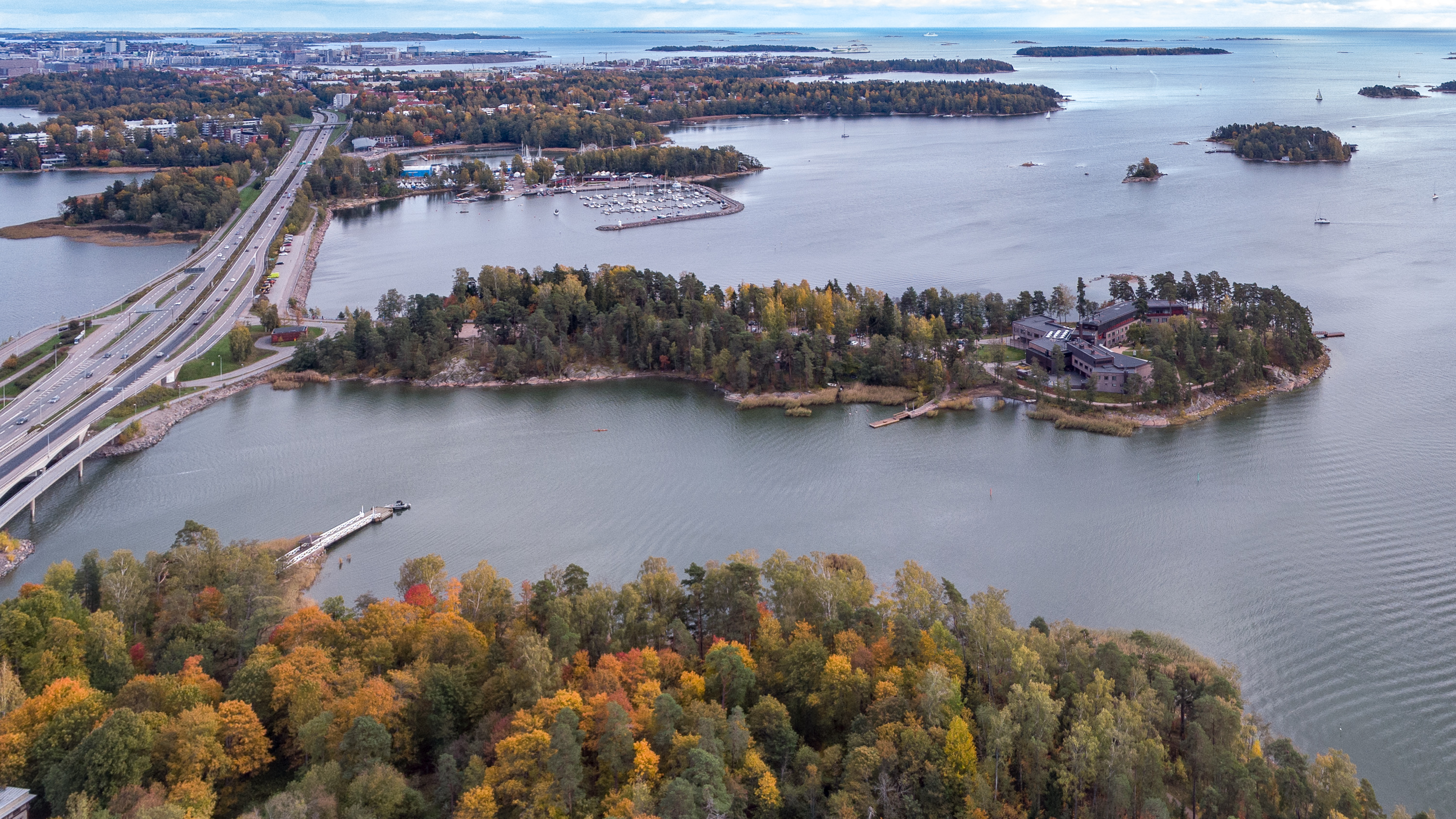
Hanaholmen i Esbo.

Hanaholmen (finska: Hanasaari) är en ö i Esbo invid Helsingfors västra stadsgräns. 
Hanaholmen hörde tidigare till egendomen Björnholmen som utbrutits från Hagalund. Hanaholmen inköptes av staten 1969, varefter där uppfördes ett svensk-finländskt kurs- och kulturcentrum, Hanaholmens kulturcentrum (Veikko Malmio, 1975) med medel som erhållits genom att Sverige vid 50-årsjubileet av Finlands självständighet 1967 efterskänkt ett finländskt krigslån.